# Fidelma Healy Eames
Fidelma Healy Eames ist eine irische Politikerin (parteilos, zuvor Fine Gael).
Fidelma Healy Eames besuchte das Carysfort College in Blackrock und studierte an der Western Connecticut State University in den Vereinigten Staaten sowie an der National University of Ireland, Galway. Im Zuge ihres Studiums erhielt sie einen Bachelor of Education (B.Ed.), einen Master of Science (M.Sc.) und einen Ph.D. Sie wurde als Grundschullehrerin tätig, arbeitete als College lecturer im Bereich der Lehrerausbildung und gründete schließlich in Oranmore das Unternehmen FHE Education & Training Providers. 
2002 kandidierte sie erfolglos für einen Sitz im Dáil Éireann. Bei den Kommunalwahlen 2004 wurde Healy Eames in das Galway County Council gewählt und gehörte diesem bis 2007, als sie nach ihrer Wahl in den Seanad Éireann in selbigen wechselte, an. 2013 wurde sie aus der Fine Gael ausgeschlossen, nachdem sie gegen den Protection of Life During Pregnancy Act stimmte. 2016 verzichtete sie auf eine erneute Kandidatur für einen Sitz im Seanad Eireann.
2019 trat sie bei der Europawahl im Wahlbezirk Midlands–North West an, war aber nicht erfolgreich.
Healy Eames ist verheiratet und hat zwei Kinder.

## Veröffentlichungen
- Hannafin, Sara; Healy Eames, Fidelma: Switching on for Learning: A Student Guide to Exam & Career Success